# 주호민
주호민(周浩旻, 1981년 9월 26일~)은 대한민국의 만화가이다.
삼류만화패밀리의 작가들 중 가장 성공적으로 정식 만화가로서 안착한 인물이다. 군 복무 이전에는 삼류만화패밀리에서 다른 누리꾼들과 마찬가지로 취미 삼아 그린 만화를 올리기 시작하였으나, 군 복무 이후인 2005년 자신의 군복무 경험을 바탕으로 《짬》을 연재하면서부터 만화가로서 주목받기 시작했다. 《짬》의 폭발적인 인기를 바탕으로 2006년 독자만화대상 신인작가상을 수상하고, 이어 외전 격인 《짬》 시즌2, 88만원 세대의 꿈과 현실을 다룬 《무한동력》 등을 연재하여 호평을 받았다. 
이후 네이버 웹툰에서 불교적 세계관과 한국 신화를 다룬 《신과 함께》를 연재하여, 2010년 독자만화대상 온라인만화상, 2011년 부천만화대상 우수이야기만화상, 2011년 대한민국 컨텐츠어워드 만화대상(대통령상), 2011년 독자만화대상 대상을 수상했다. 《신과 함께》는 영화로도 만들어져 1000만 관객을 돌파하기도 했다.
2010년 11월 13일 일러스트레이터 한수자와 결혼했다.
2021년 5월 18일부터 2021년 8월 1일까지 아버지 주재환 작가와 함께 서울 시립 미술관에서  '호민과 재환' 전을 전시했다.

## 학력
- 백신고등학교 졸업
- 아세아항공직업전문학교 만화애니메이션과

(재학 중 학과가 사라짐)

## 작품
- 《짬》
- 《짬2》
- 《스포쓰늬우쓰》
- 《무한동력》
- 《신과 함께 - 저승편》
- 《신과 함께 - 이승편》

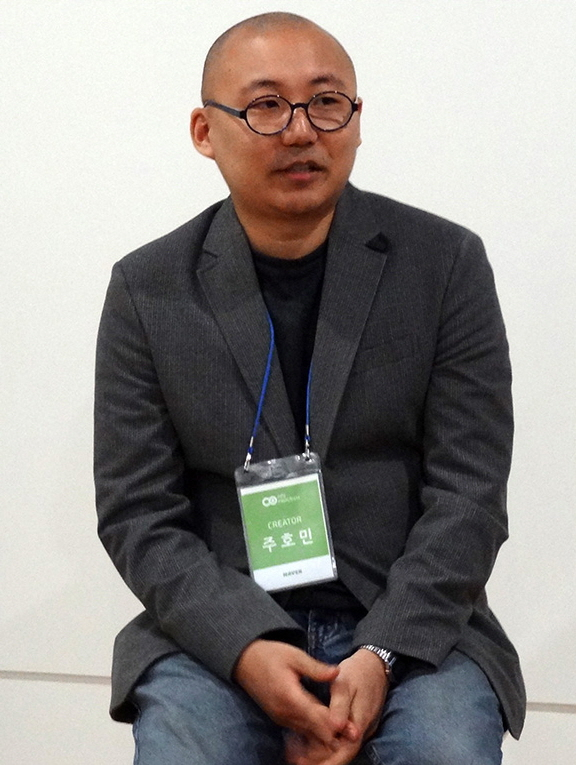
2013년의 주호민.

- 《신과 함께 - 신화편》 (2012년 8월 29일 완결)
- 《MB악법 바로보기 릴레이 카툰》
- 《셋이서 쑥》
- 《제비원 이야기》
- 《만화전쟁》
- 《(주)마왕》

### 미발표 작품
- 《안녕, 잠수함》
- 《군대스리가》
- 《RPG 기행》

## 출연 작품

### 예능
- 2018년 SBS 플러스 《축제로구나》
- 2018년 MBC 《라디오스타》
- 2018년 MBC 에브리원 《비디오스타》
- 2018년 EBS1 《아티스트의 북국여행》
- 2017년 JTBC 《잡스》- 12회 게스트
- 2016년 tvN 《동네의 사생활》 진행
- 2015년 MBC 《마이 리틀 텔레비전》
- 2016년 MBC 《무한도전》- 게스트

### 드라마
| 연도 | 제목              | 역할     | 각주  |
| ---- | ----------------- | -------- | ----- |
| 2014 | <닥터 프로스트>   | 특별출연 | [ 1 ] |
| 2020 | <그놈이 그놈이다> | 특별출연 |       |

## 수상
| 시상식                     | 연도 | 후보        | 부문              | 각주  |
| -------------------------- | ---- | ----------- | ----------------- | ----- |
| 대한민국 콘텐츠 어워드     | 2011 | <신과 함께> | 만화부문 대통령상 | [ 2 ] |
| 독자만화대상               | 2006 | 짬          | 신인상            |       |
| 독자만화대상               | 2011 | <신과 함께> | 온라인만화상      |       |
| 독자만화대상               | 2011 | <신과 함께> | 대상              |       |
| 부천만화대상               | 2011 | <신과 함께> | 우수이야기만화상  | [ 3 ] |
| 소비자의 날 문화연예시상식 | 2018 | 본인        | 원작자상          | [ 4 ] |

## 논란

### 천안함 피격 사건희화화
2011년에 천안함 피격 사건을 희화화하는 삽화를 그렸다. 2020년에 이에 대해 사과했다.

### 시민독재 발언
2020년에 "웹툰 검열이 진짜 심해졌다"며 "시민독재의 시대가 열렸다"고 주장했다. 이후 해당 발언에 대해 "실언"이었다고 사과했다.

### 실존 인물에 대한 과격한 묘사
주호민이 아마추어 시절에 그린 만화 중에서는 유재석과 김용만을 닮은 두 캐릭터가 북두의 권 주인공 켄시로에게 당하거나 차두리가 슛을 날린 공이 미국 선수인 안톤 오노의 머리를 날려 버리는 등 실존 인물들을 과격하게 묘사한 만화가 많았다.

### 특수교사 아동학대 고소 사건
주호민의 장남은 자폐증이 있다. 그는 장애가 없는 아이들과 함께 수업을 듣던 중 여학생 앞에서 바지를 내려 학교폭력으로 분리 조치되었다. 특수교사는 수업 중에 교실 밖으로 나가려고 하는 그를 말리던 중 "너는 교실에 못 가. 친구들 얼굴도 못 봐. 왜 못 가는지 알아?" 등의 발언을 했다. 주호민의 아내는 아들의 가방에 녹음기를 넣어 해당 발언을 포착했고, 주호민은 2022년 9월에 해당 교사를 아동학대 혐의로 고소했다. 이로 인해 해당 교사는 재판에 넘겨지며 직위 해제되었다.
이에 다른 학부모들은 교사에 대한 선처를 원하는 탄원서를 제출했다. 임태희 경기도 교육감은 2023년 8월 1일에 해당 교사를 복직시켰다.
한편, 주호민의 아들은 평소에도 발달장애 특유의 잦은 성충동 증세를 보여왔다고 전해진다.
주호민은 아동학대 혐의로 역고소 당하기도 했다.
신고당한 특수교사는 유죄 판결을 받았다. 꼬꼬무에서 화차 현실판인 나는 사라졌다 그 여자의 시나리오 편은 유튜브에 올리지 않았다.
이후 해당 교사는 2심에서 무죄 판결을 받았다.